# 30829 Wolfwacker
30829 Wolfwacker este un asteroid din centura principală, descoperit pe 10 octombrie 1990, de Lutz Schmadel și Freimut Börngen.